# Max Kohnstamm

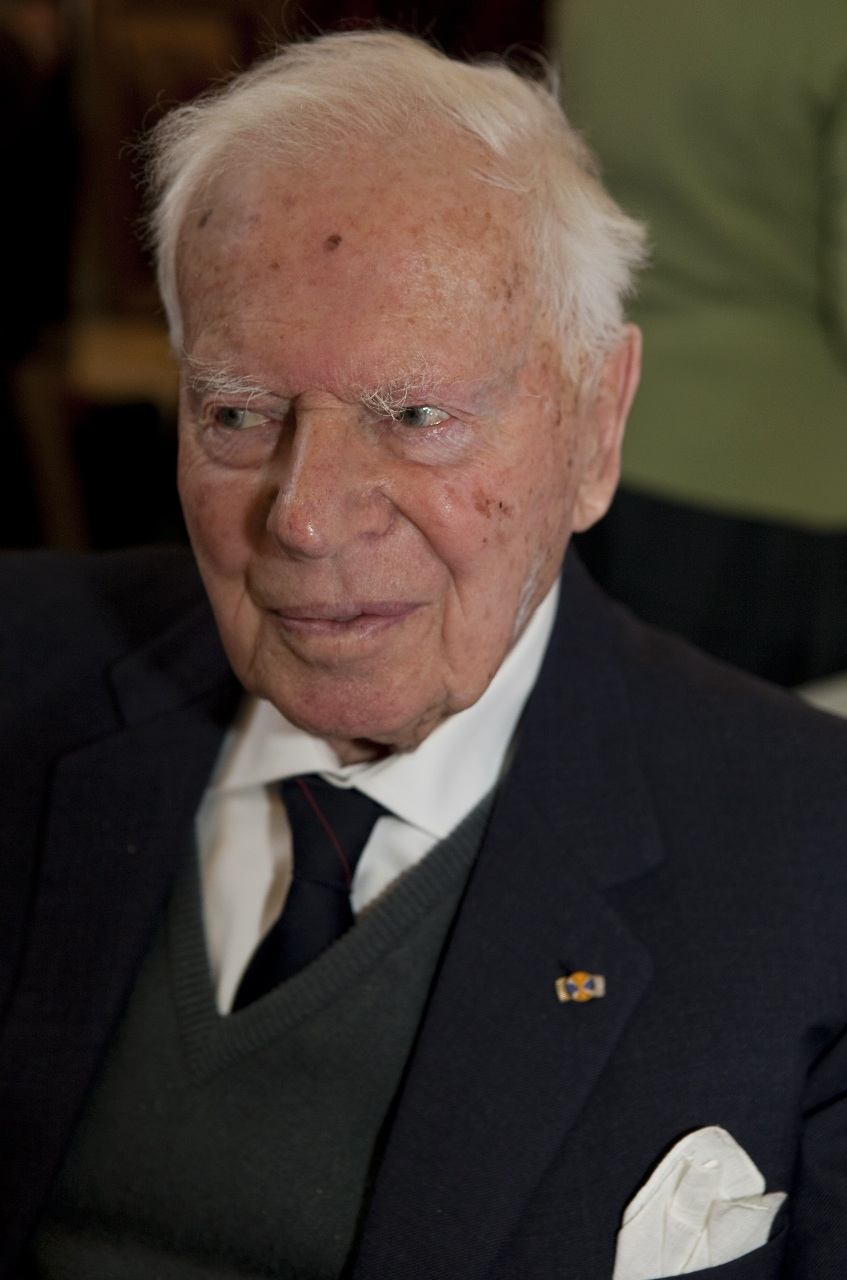

Max Kohnstamm (Amsterdam, 22 de maio de 1914 - Amsterdam, 20 de outubro de 2010) foi um historiador e diplomata holandês.